# Acadêmicos da Realeza
O Grêmio Recreativo Cultural Escola de Samba Acadêmicos da Realeza é uma escola de samba de Curitiba. Atualmente integra o Grupo Especial do carnaval da cidade.

## História
A Acadêmicos da Realeza foi fundada em 3 de março de 1997 e batizada por Neguinho da Beija-Flor.
Em 2009, com o enredo sobre o centenário do Coritiba, denominado Do alto da Glória para 100 anos de história conquistou o sexto título no carnaval curitibano.
Venceu pela sétima vez em 2010.
Após a terceira colocação no ano de 2011, a escola passou por uma reestruturação. Paulo Roberto Scheuneman foi substituído na presidência da agremiação por Barbara Murden, que criou uma "Comissão de carnaval". Ricardo Lubasinski assumiu como diretor de carnaval no lugar de Josias Pimenta. Desfilando com um samba enredo composto por Thiago Meiners e Leandro Kfé, abordando o chocolate como tema de seu desfile, a escola reconquistou o título de campeã.

## Segmentos

### Presidentes
| Nome                     | mandato     | Ref. |
| ------------------------ | ----------- | ---- |
| Paulo Roberto Scheuneman | 2017 a 2019 |      |
| Luiz Carlos de Godoy     |             |      |

### Diretores
| Ano  | Diretor de Carnaval | Diretor de harmonia | Mestre de bateria | Ref. |
| ---- | ------------------- | ------------------- | ----------------- | ---- |
| 2011 | Josias Pimenta      |                     | Marcio Brinco     |      |
| 2012 | Ricardo Lubasinski  |                     | Marcio Brinco     |      |
| 2014 | Loverci Ferreira    | Fernando Lamarão    | Márcio Brinco     |      |
| 2015 |                     |                     | Márcio Brinco     |      |
| 2016 | Marcelo Nunes       | Renato Lepinski     | Dan               |      |
| 2017 | Marcelo Nunes       | Renato Lepinski     | Dan               |      |
| 2018 | Marcelo Nunes       | Renato Lepinski     | Dan               |      |
| 2019 | Marcelo Nunes       | Renato Lepinski     | Dan               |      |

## Carnavais
| Ano  | Colocação    | Grupo | Enredo                                                                                                | Carnavalesco                  | Ref.                 |
| ---- | ------------ | ----- | --- | ----------------------------- | -------------------- |
| 1998 | Campeã       | B     | Querem acabar… Mas eu não deixo                                                                       | Cesar Monteiro                | [ 3 ]                |
| 1999 | Campeã       | A     | Xeque-Mate                                                                                            | Cesar Monteiro                | [ 3 ]                |
| 2000 | 3º lugar     | A     | Axé, mãe Orminda                                                                                      | Cesar Monteiro                | [ 3 ]                |
| 2001 | Campeã       | A     | 2001... Uma odisseia na Lapa                                                                          | Cesar Monteiro                | [ 3 ]                |
| 2002 | Campeã       | A     | Uma velha ideia... Para novos tempos                                                                  | Cesar Monteiro                | [ 3 ]                |
| 2003 | Campeã       | A     | A Realeza nas ondas da Rádio Brasil                                                                   | Cesar Monteiro                | [ 3 ]                |
| 2004 | 3º lugar     | A     | Jeitinho brasileiro                                                                                   | Cesar Monteiro                | [ 3 ]                |
| 2005 | 3º lugar     | A     | As quatro estações do ano                                                                             | Cesar Monteiro                | [ 3 ]                |
| 2006 | Vice-campeã  | A     | A maravilhosa viagem ao mundo dos bois                                                                | Cesar Monteiro                | [ 3 ]                |
| 2007 | Vice-campeã  | A     | A festa do comércio popular na feira da Realeza                                                       | Cesar Monteiro                | [ 3 ]                |
| 2008 | Campeã       | A     | A Realeza põe a mesa                                                                                  | Cesar Monteiro                | [ 3 ]                |
| 2009 | Campeã       | A     | Do alto da Glória para 100 anos de história {{small\|Compositores:Márcio Mania e Panelão e Alex Souza | Cesar Monteiro                | [ 4 ] [ 2 ]          |
| 2010 | Campeã       | A     | O Teatro em delírio - Do Theatro São Theodoro ao Teatro Guaíra - 1900-2010.                           | César Monteiro                | [ 5 ] [ 6 ]          |
| 2011 | 3º lugar     | A     | De um ponto faz-se um conto... De trás pra frente é diferente e ponto                                 | César Monteiro                | [ 7 ]                |
| 2012 | Campeã       | A     | No Samba da Realeza o Sabor da Sedução Compositores:Thiago Meiners e Leandro Kfé                      | Kauê Miron, Felipe Guerra     | [ 8 ]                |
| 2013 | Campeã       | A     | Salve Jorge, o Santo Guerreiro                                                                        | Felipe Guerra, Márcio Marins  | [ 9 ]                |
| 2014 | Vice-campeã  | A     | O Mundo Vem Dançar no Compasso da Realeza Intérprete: Juciara de Paula                                | Felipe Guerra, Márcio Marins  | [ 10 ] [ 11 ] [ 12 ] |
| 2015 | Vice-campeã  | A     | “A história de Curitiba pelas mãos de Fernando Guimarães”                                             | César Monteiro, Felipe Guerra |                      |
| 2016 | Vice-campeã  | A     | Imperium, Dai a Cesar o que é de Cesar                                                                | César Monteiro, Amil Junior   |                      |
| 2017 | sem concurso | A     | Querem acabar… Mas eu não deixo                                                                       | César Monteiro, Amil Junior   |                      |
| 2018 | Vice-campeã  | A     | Ó Terezinha, Ó Terezinha, é um barato o Centenário do Chacrinha                                       | César Monteiro, Amil Junior   |                      |
| 2019 | Vice-campeã  | A     | Cana mé branquinha, quero ver perder a linha na danada da cachaça                                     | César Monteiro, Amil Junior   |                      |
| 2020 | 3º lugar     | A     | Lala A Realeza Vai Te Emocionar                                                                       | César Monteiro, Amil Junior   |                      |
| 2021 | Sem Carnaval | A     | SEM CARNAVAL                                                                                          | Big Ernani Rodrigues          |                      |
| 2022 | Sem Carnaval | A     | SEM CARNAVAL                                                                                          | Big Ernani Rodrigues          |                      |